# Masami Kikuchi
Masami Kikuchi (Chino, 24 aprile 1960) è un doppiatore giapponese. Lavora per la Troubadour Musique Office. Fra i suoi ruoli più celebri si possono citare Keiichi Morisato in Oh, mia dea! e Tenchi Masaki in Chi ha bisogno di Tenchi?.

## Ruoli interpretati

### Anime
- Air Gear (Onigiri)
- Alé alé alé o-o (Kazuhiro Hiramatsu)
- Che campioni Holly e Benji!!! (Rob Denton)
- Chibi Maruko-chan (Kazuhiko Hanawa)
- Comic Party e Comic Party Revolution (Kazuki Sendō)
- Cromartie High School (Ken Hirai)
- Digimon Adventure (Joe Kido)
- Digimon Adventure 02 (Joe Kido, Daemon)
- Digimon Frontier (Neemon)
- Digimon Savers (Akihiro Kurata, Belphemon)
- Digimon Tamers (Dolphin)
- Digimon Xros Wars (Damermon)
- Dragon Ball Super (Vermoud, Monaka, The Preecho, Dr. Rota)
- Grappler Baki (Baki Hanma)
- Holly & Benji Forever (Dario Belli, Alan Pascal)
- Groove Adventure Rave (Sieg Hart)
- È quasi magia Johnny (Yusaku Hino)
- Zatch Bell! (Kanchomé)
- Metal Armor Dragonar (Kaine Wakaba)
- Mobile Suit Gundam ZZ (Ino Abbav)
- Oh, mia dea! (Keiichi Morisato)
- Otaku no Video (Miyoshi)
- Sonic the Hedgehog (Sonic the Hedgehog, Metal Sonic)
- PaRappa the Rapper (P.J. Berri)
- Prince of Tennis (Hiroshi Wakato)
- Ranma ½ (Ken l'imitatore)
- Chi ha bisogno di Tenchi? (Tenchi Masaki)

### Film
- Oh, mia dea! The Movie (Keiichi Morisato)
- Digimon: Il Film (Joe Kido)
- Digimon Adventure: Our War Game! (Joe Kido)
- Eiga Pretty Cure All Stars New Stage 2 - Kokoro no tomodachi (Professore)
- Eiga Pretty Cure All Stars New Stage 3 - Eien no tomodachi (Professore; Mostro degli incubi finale)
- Konjiki no Gash Bell!! Movie 1: Unlisted Demon 101 (Kanchomé)
- Pretty Cure Splash☆Star - Le leggendarie guerriere (Hours)
- Sailor Moon S The Movie - Il cristallo del cuore (Kakeru Ōzora)
- Super Mario Bros. - Peach-hime kyushutsu dai sakusen! (Prince Haru)

### Videogiochi
- Dragon Ball: Sparking! Zero - Vermoud
- Dynasty Warriors: Gundam - Dunkel Cooper
- Dynasty Warriors: Gundam 2 - Dunkel Cooper
- Mobile Suit Gundam: Encounters in Space - Peter Scott
- Tales of Rebirth - Saleh
- Tales of the Rays - Saleh
- Super Robot Wars Alpha - Dunkel Cooper, Iino Abav
- Super Robot Wars Alpha Gaiden - Dunkel Cooper
- Super Robot Wars Alpha 2 - Dunkel Cooper, Iino Abav
- Super Robot Wars Alpha 3 - Dunkel Cooper, Iino Abav
- Super Robot Wars A Portable - Kaine Wakaba, soldato Meganoide
- Super Robot Wars Z - Dunkel Cooper
- Super Robot Wars V - Iino Abav, Mitsuhiko Hamada
- Super Robot Wars X - Mitsuhiko Hamada
- Super Robot Wars T - Iino Abav, Mitsuhiko Hamada